# Томас Савидж
Томас Савидж (на английски: Thomas Savage) е американски писател на произведения в жанра социална драма и уестърн.

## Биография и творчество
Томас Савидж е роден на 25 април 1915 г. в Солт Лейк Сити, Юта, САЩ. Родителите му се развеждат, когато той е двегодишен, и той се премества с майка си в ранчо близо до Лими (окръг Лими), Айдахо. През 1920 г. майка му се омъжва повторно за Чарлз Бренер и семейството се мести в ранчо за добитък в окръг Бивърхед, Монтана. Там получава домашно обучение в ранните класове, след което учи в гимназия в Дилън. Ранните му преживявания в провинциалната среда оказват голямо влияние на творчеството му.
След завършване на гимназията през 1932 г. следва творческо писане в Щатския колеж на Монтана (днес Университет на Монтана). Там се запознава с Брасил Фицджералд (1896 – 1962), професор по английска литература и писател, и с дъщеря му, Елизабет Фицджералд. Първият му разказ, The Bronc Stomper, е публикуван през 1937 г. След това той следва в Колби Колидж в Уотървил, Мейн, където учи и Елизабет. Двамата се женят на 15 септември 1939 г. През 1940 г. Томас и Елизабет Савидж завършват с бакалавърска степен английска филология и впоследствие се насочват към писателска кариера.
След дипломирането си живеят за кратко в Чикаго, преди да се върнат в Монтана през 1942 г., за да работят в ранчото на Бренер в началото на Втората световна война. След година двойката се премества в Масачузетс, където той работи като каубой, помощник в ранчо, заварчик и железопътен работник.
Първият му роман „Проходът“ (The Pass) е издаден през 1944 г. Втората му книга, „Лона Хансън“, става популярна след като е съобщено за предстоящата ѝ екранизация, но тя не е осъществена.  Въпреки доброто приемане, приходите от книгите му не са достатъчни, за да издържат семейство му. Затова в периода 1947 – 1948 г. преподава в университета Съфолк в Бостън, а от 1949 г. преподава в университета Брандейс в Уолтъм, Масачузетс, като един от малкото членове на факултета, които не са евреи.
През 1953 г. е издадена третата му книга „Сделка с Бога“, която му носи успех. През 1955 г. той напуска работата си и се посвещава на писателската си кариера. Същата година семейството купуват дом в Джорджтаун, Мейн, където остават близо тридесет години, а той създава най-известните си романи. Заедно с него пише и съпругата му Елизабет, авторка на девет романа, както и помага на съпруга си в редактирането на романите му.
През 1967 г. е издаден романът му „Силата на кучето“, който е считан за най-добрата му творба. Историята, чието действие се развива през 20-те години на ХХ век в Монтана, е за двама братя, простия, но честен Джордж Бърбанк, и студения, но злонамерен Фил Бърбанк, една жена, съпругата на Джордж, и нейния син, чието пристигане в ранчото на братята разбива и без това неспокойния мир в него. През 2021 г. романът е екранизиран в едноименния филм с участието на Бенедикт Къмбърбач и Кирстен Дънст и получава наградата „Сребърен лъв“ на филмовия фестивал във Венеция.
През 1980 г. той получава стипендия „Гугенхайм“. През 1982 г. семейството построява нов дом край Сиатъл на остров Уидби в залива Пюджет Саунд, на имот, даден му от сестра му. Последният му роман „Кътът на Райф и Пасифика“ е издаден 1988 г. и проследява историята на малко градче в Монтана през няколко поколения.
На следващата година умира съпругата му, с което спира творческата му дейност. След смъртта ѝ той живее за кратко в Сиатъл и Сан Франциско, преди да се премести във Вирджиния Бийч, за да бъде близо до дъщеря си. Синът му е блъснат и убит от превозно средство през 2001 г., докато се разхожда по булевард „Вирджиния Бийч“.
Томас Савидж умира на 25 юли 2003 г. във Вирджиния Бийч, Вирджиния.

## Произведения

### Самостоятелни романи
- The Pass (1944)[1][2][3]
- Lona Hanson (1948)
- A Bargain with God (1953)
- Trust in Chariots (1961)
- The Power of the Dog (1967)
Силата на кучето, изд.: ИК „Лабиринт“, София (2022), прев. Владимир Полеганов
- The Liar (1969)
- Daddy's Girl (1970)
- A Strange God (1974)
- Midnight Line (1976)
- I Heard My Sister Speak My Name (1977) – издаден и като The Sheep Queen
- Her Side of It (1981)
- For Mary with Love (1983)
- The Corner of Rife and Pacific (1988)

### Екранизации
- 2021 Силата на кучето, The Power of the Dog